# The Mission (motyw muzyczny)
The Mission jest pakietem utworów muzycznych skomponowanym przez Johna Williamsa w 1985 oryginalnie dla NBC News, ale używany też przez niektóre kanały lokalne NBC dla własnych programów informacyjnych.
Pakiet zawiera 4 utwory:
- The Mission (dla NBC Nightly News, nadany pierwszy raz 9. września 1985 r.);
- Fugue for Changing Times (dla Before Hours, 15-minutowego programu biznesowego prowadzonego przez Boba Jamiesona);
- Scherzo for Today (dla Today);
- The Pulse of Events (dla  wiadomości z ostatniej chwili i programu Meet the Press).

"The Mission” został odświeżony w 2004 w przygotowaniu do zmiany prowadzącego w NBC Nightly News.
Australijska sieć Seven przyjęła ten pakiet dla Seven News w późnych latach 80. Od tego czasu sieć ta odświeżała go trzy razy, oddzielnie od NBC, ale nadal używając oryginalnej wersji do swoich krótkich serwisów.